# Gustave de Woelmont
Gustave de Woelmont, né à Gors-Opleeuw le 27 juin 1828 et mort à Bruxelles le 11 juin 1914, est un homme politique belge.

## Fonctions et mandats
- Conseiller provincial du Limbourg : 1858-1864
- Bourgmestre de Gors-Opleeuw : 1858-1895
- Membre de la Chambre des représentants de Belgique : 1864-
- Membre du Sénat belge : 1868-1882

## Sources
- C. DE BORMAN, Le Conseil provincial du Limbourg, 1836-1908, Hasselt, 1908.
- Jean-Luc DE PAEPE & Christiane RAINDORF-GERARD, Le Parlement belge, 1831-1894. Données biographiques, Brussel, 1996.
- Oscar COOMANS DE BRACHÈNE, État présent de la noblesse belge, Annuaire 2001, Brussel, 2001.